# Cratere Dominici
Dominici  è un cratere sulla superficie di Mercurio.